# IRS航空

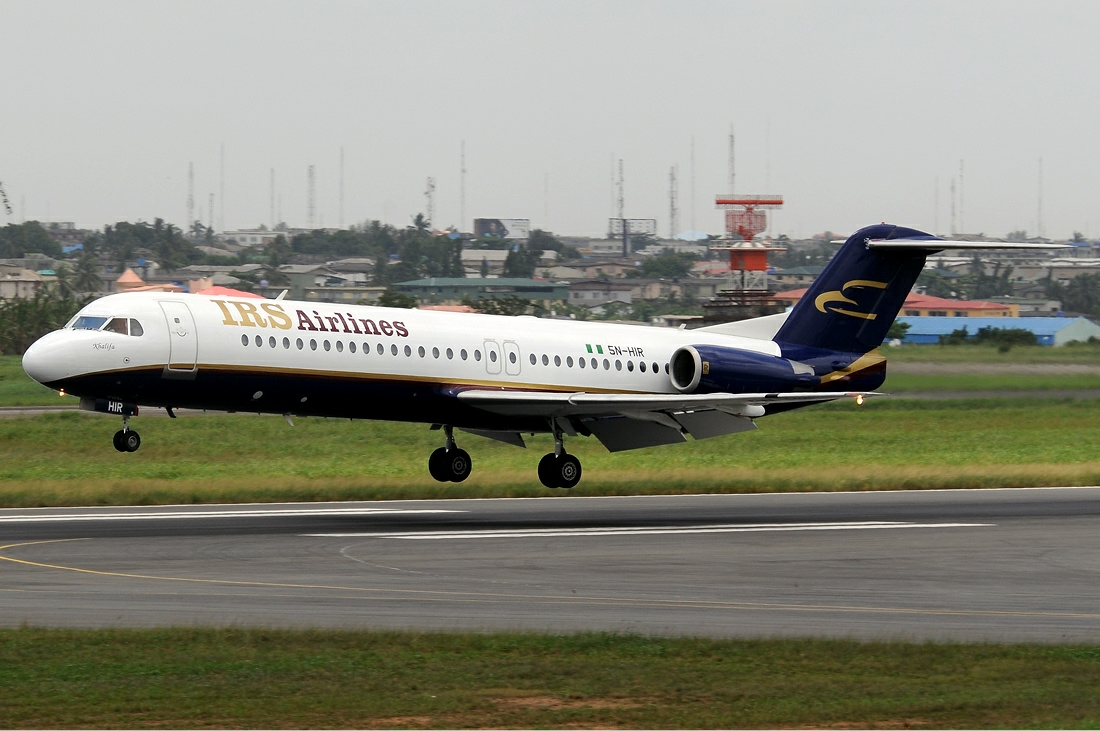

IRS航空（IRSこうくう、英語: IRS Airlines Limited）とはナイジェリアアブジャに本拠地を置く航空会社である。国内定期旅客便を運航する。メインハブ空港はアブジャのンナムディ・アジキウェ国際空港である。

## 歴史
この航空会社は2002年に設立され、2002年3月から営業を開始した。営業基盤はラゴスにある。

## 就航都市
IRSは以下の都市へ国内定期便を就航させている（2013年2月現在）。
- ナイジェリア
  - アブジャ - ンナムディ・アジキウェ国際空港 ハブ
  - カドゥナ - カドゥナ空港
  - カノ - マラム・アミヌ・カノ国際空港
  - ラゴス - ムルタラ・モハンマド国際空港
  - マイドゥグリ - マイドゥグリ国際空港
  - ヨラ - ヨラ空港

## 事件・事故
- 2014年5月11日、メンテナンス後の点検（もしくはC整備）から戻っていたIRS航空のフォッカー 100（機体記号：5N-SIK）がニジェールのガンラ (township of Ganla) 付近に墜落した。この事故でパイロット2人が負傷した[3]。

## 保有機材
IRS航空の保有機材は以下のとおり（2010年12月現在）